# Краволандия
Краволандия (порт. Cravolândia)  —  муниципалитет в Бразилии, входит в штат Баия. Составная часть мезорегиона Юго-центральная часть штата Баия. Входит в экономико-статистический микрорегион Жекие. Население составляет 5206 человек на 2006 год. Занимает площадь 182,518 км². Плотность населения — 32,6 чел./км².

## Статистика
- Валовой внутренний продукт на 2003 год составляет 9 761 066,00 реалов (данные: Бразильский институт географии и статистики).
- Валовой внутренний продукт на душу населения на 2003 год составляет 1909,44 реалов (данные: Бразильский институт географии и статистики).
- Индекс развития человеческого потенциала на 2000 год составляет 0,636 (данные: Программа развития ООН).